# 馬里昂鎮區 (內布拉斯加州富蘭克林縣)
馬里昂鎮區（英語：Marion Township）是位於美國內布拉斯加州富蘭克林縣的一個行政鎮區。

## 地方資料
馬里昂鎮區的面積為184.04平方千米，皆為陸地。根據2020年美國人口普查的數據，當地共有人口114人，而人口密度為每平方千米0.62人。